# Beta-sitosterol

Molécula de colesterol

El β-Sitosterol es un compuesto químico que pertenece al grupo de los fitoesteroles, que son los esteroles que se encuentran de forma natural en las plantas. Su estructura química es muy similar a la del colesterol. Está ampliamente distribuido en el mundo vegetal donde cumplen la función de mantener la estructura y el funcionamiento de las membranas celulares.
Los principales esteroles presentes en las plantas son el β-Sitosterol, el campestrol y el estigmasterol, que pueden encontrarse en forma libre o bien esterificados con otros compuestos como los ácidos grasos.

## Importancia biomédica
Existe una enfermedad humana llamada sitosterolemia que se caracteriza por una elevación en los niveles sanguíneos de β-sitosterol.
Por otra parte, se ha utilizado esta sustancia para el alivio de los síntomas derivados de la hiperplasia benigna de próstata con buenos resultados, pero es preciso tener en cuenta que varias enfermedades de la próstata, algunas graves como el cáncer de próstata, pueden producir síntomas similares, por lo que es conveniente consultar con el médico antes de realizar cualquier tratamiento.